# Yuri Selijov
Yuri Guennadiévich Selijov, en ruso: Юрий Геннадьевич Селихов (nacido el 22 de enero de 1943 en Kupino, Rusia) fue un jugador soviético de baloncesto. Consiguió 3 medallas en competiciones internacionales con la Unión Soviética siendo jugador, y una medalla siendo entrenador de Rusia.

## Palmarés
- Copa de Europa: 1

CSKA Moscú:  1969.